# SIG SP 2022
SIG SP 2022 ist eine halbautomatische Pistole von SIG Sauer. Sie ist eine Weiterentwicklung der SIG SP 2009, welche von der Schweizerischen Industriegesellschaft (kurz: SIG) entwickelt und hergestellt wurde. Die SIG SP 2022 wurde anstatt mit einer Adapterschiene mit einer Picatinny-Schiene ausgestattet.

## Verwendung
Die SP-20XX-Modelle sind die ersten von SIG hergestellten Waffen mit Polymer-Bestandteilen, sie werden für den sportlichen sowie für den professionellen Bereich gefertigt.
Im Jahr 2003 führten die französische Gendarmerie und die Police nationale die SIG SP 2022 ein und ersetzten damit die Beretta 92G und einige andere Pistolen. Mehr als 300.000 SIG SP 2022 wurden von Frankreich bestellt. Die Variante SIG Pro 2022 ist bei der Drug Enforcement Administration im Einsatz.
Im Jahr 2014 wurde bekannt, dass die kolumbianische Bundespolizei, der Menschenrechtsverletzungen vorgeworfen werden, 100.000 SIG SP 2022 von den Streitkräften der Vereinigten Staaten erhalten hat. Dabei wurden auch Waffen geliefert, die aus deutscher Produktion stammen. Recherchen ergaben, dass für diesen Export von Seiten der Bundesregierung keine Genehmigung vorlag. SIG Sauer wurde daraufhin mit einem Ausfuhrstopp belegt. So sollen seit dem 1. Juli 2014 alle Anträge auf Ausfuhrgenehmigung gestoppt worden sein, um zu überprüfen, ob das Unternehmen als zuverlässiger Exporteur infrage kommt.